# 이헌승
이헌승(李憲昇, 1963년 5월 11일~)은 대한민국의 제19·20·21·22대 국회의원이다.

## 학력
- 개금국민학교 졸업
- 부산개성중학교 졸업
- 금성고등학교 졸업
- 1981년~1988년: 고려대학교 사회학과 졸업. 사회학 및 경영학 학사(경영학 복수전공)
- 1988년~1991년: 노스웨스턴 대학교 대학원 사회학 석사
- 1993년~1996년: 조지워싱턴 대학교 대학원 정치관리학 석사
- 2009년~2011년: 한국해양대학교 대학원 무역학과 무역학 박사 과정 수료

## 경력
- 2000년 8월~2003년 2월: 숭실대학교 전임강사
- 2002년 2월~2003년 8월: 건국대학교 겸임교수
- 2000년~2004년: 김무성 국회의원 보좌관
- 2003년 6월~2003년 12월: 한나라당 보좌관협의회 부회장
- 2007년 6월~2007년 8월: 한나라당 박근혜 경선수행부단장
- 2008년 10월~2010년 5월: 부산광역시청 대외협력보좌관
- 2011년 9월: 한나라당.부대변인
- 2012년 4월 11일 대한민국 제19대 국회의원 선거 당선(부산 부산진구 을, 새누리당, 초선)
- 2012년 5월~2017년 2월: 새누리당 부산광역시당 부산진구 을 당원협의회 위원장
- 2013년 5월~2014년 5월: 새누리당 원내부대표
- 2016년 4월 13일 대한민국 제20대 국회의원 선거 당선(부산 부산진구 을, 새누리당, 재선)
- 2016년 7월~2017년 2월: 새누리당 부산광역시당 위원장
- 2016년 12월: 새누리당 전략기획부총장
- 2017년 2월~2020년 2월: 자유한국당 부산광역시당 부산진구 을 당원협의회 위원장
- 2017년 2월~2018년 8월: 자유한국당 부산광역시당 위원장
- 2018년 3월~2018년 5월: 제7회 전국동시지방선거 자유한국당 부산광역시당 공천관리위원장
- 2019년 3월~2019년 8월: 자유한국당 황교안 당대표 비서실장
- 2020년 2월~2020년 9월: 미래통합당 부산광역시당 부산진구 을 당원협의회 위원장
- 2020년 3월~2020년 4월: 대한민국 제21대 국회의원 선거 미래통합당 부산광역시당 통합선거대책위원회 총괄본부장
- 2020년 4월 15일 대한민국 제21대 국회의원 선거 당선(부산 부산진구 을, 미래통합당, 3선)
- 2020년 9월~: 국민의힘 부산광역시당 부산진구 을 당원협의회 위원장
- 2020년 9월~2021년 6월: 국민의힘 정책조정위원회 제2정조위원장(농해수·산자·국토 분야)
- 2020년 12월~2021년 3월: 2021년 재보궐선거 국민의힘 공약개발단 공통공약 개발단 주거희망팀 위원장
- 2021년 3월: 국민의힘 부동산투기조사위원회 위원
- 2021년 12월~2022년 1월: 제20대 대통령 선거 국민의힘 살리는 선거대책위원회 중앙선대위 산하 위원회 국토교통사통팔달위원장
- 2022년 1월~2022년 3월: 제20대 대통령 선거 국민의힘 부산 살리는 선거대책위원회 선거대책위원장단 상임선거대책위원장 겸 선거대책본부 2030부산엑스포추진특별위원장
- 2022년 4월~2022년 5월: 제20대 대통령직인수위원회 외교안보분과 2030부산엑스포유치TF 팀장
- 2022년 5월~2022년 6월: 제8회 전국동시지방선거 국민의힘 부산광역시당 선거대책위원회 공동선대위원장
- 재단법인 한미동맹재단 고문
- 2022년 12월~: 국민의힘 전국위원회 의장 겸 상임전국위원회 의장
- 2023년 9월~: 국민의힘 부산광역시당 글로벌부산기획본부장
- 2024년 1월~2024년 4월: 제22대 국회의원 선거 국민의힘 부산광역시당 공약개발단 공동단장
- 2024년 3월~2024년 4월: 제22대 국회의원 선거 국민의힘 부산광역시당 선거대책위원회 공동선대위원장 겸 총괄선대본부장
- 2024년 4월 10일 대한민국 제22대 국회의원 선거 당선(부산 부산진구 을, 국민의힘, 4선)
- 2024년 9월~2024년 12월: 국민의힘.격차해소특별위원회 수석부위원장
- 2024년 9월~2024년 10월: 2024년 하반기 재보궐선거 국민의힘 부산광역시당 부산광역시 금정구청장 보궐선거 선거대책위원회 공동선대위원장
- 2024년 9월~: 국민의힘 호남동행 국회의원 발대식 명예의원(전북특별자치도 임실군)
- 2025년 5월~2025년 6월: 제21대 대통령 선거 국민의힘 김문수 대통령 후보 부산 선거대책위원회 공동선거대책위원장
- 2025년 5월~2025년 6월: 제21대 대통령 선거 국민의힘 김문수 대통령 후보 유세본부장

## 의정 활동
- 2012년 5월 30일~2016년 5월 29일: 제19대 국회의원(부산 부산진구 을, 새누리당, 초선)
  - 2012년 7월~2014년 5월: 제19대 국회 전반기 운영위원회 위원
  - 2012년 7월~2013년 3월: 제19대 국회 전반기 국토해양위원회 위원
  - 2013년 3월~2016년 5월: 제19대 국회 전반기, 후반기 국토교통위원회 위원
- 2016년 5월 30일~2020년 5월 29일: 제20대 국회의원(부산 부산진구 을, 새누리당→자유한국당→미래통합당, 재선)
  - 2016년 6월~2018년 5월: 제20대 국회 전반기 국토교통위원회 위원
  - 2018년 7월~2020년 5월: 제20대 국회 후반기 국토교통위원회 위원
- 2020년 5월 30일~2024년 5월 29일: 제21대 국회의원(부산 부산진구 을, 미래통합당→국민의힘, 3선)
  - 2020년 7월~2021년 8월: 제21대 국회 전반기 국토교통위원회 간사
  - 2020년 7월~2024년 5월: 국회 대중문화 미디어 연구회 공동대표의원
  - 2020년 9월~2021년 8월: 제21대 국회 전반기 국토교통위원회 교통법안심사소위원회 위원장
  - 21대 국회 전반기 정각회 부회장
  - 2021년 9월~2022년 5월: 제21대 국회 전반기 국토교통위원회 위원장
  - 2022년 1월~2023년 12월: 제21대 국회 2030 부산세계박람회 유치지원 특별위원회 위원
  - 2022년 7월~2022년 12월: 제21대 국회 후반기 국방위원회 위원장
  - 2022년 9월~2024년 5월: 21대 국회 후반기 정각회 수석부회장
  - 2022년 12월~2024년 5월: 제21대 국회 후반기 국방위원회 위원
- 2024년 5월 30일~: 제22대 국회의원(부산 부산진구 을, 국민의힘, 4선)
  - 2024년 6월~: 22대 국회 전반기 정각회 회장
  - 2024년 6월~: 제22대 국회 전반기 정무위원회 위원
    - 제22대 국회 전반기 정무위원회 법안심사제1소위원회 위원
    - 제22대 국회 전반기 정무위원회 법안심사제2소위원회 위원

  - 은퇴자도시 연구포럼 구성의원
  - 국회 대중문화미디어연구회 대표의원
  - 동물복지국회포럼 대표의원
  - 2025년 3월~ 제22대 국회 기후위기 특별위원회 위원

## 논란
2013년 10월 오아무개 씨의 석사학위논문을 출처 표기없이 표절해 정책자료집을 발간.
발간 비용으로 국회 예산 660만 원을 받음.

### 경부선 지하화 사업 방해 논란
민주당 소속인 오거돈 부산시장이 치적을 쌓는것을 방해하기 위하여 부산시의 숙원사업인 경부선 지하화 사업을 방해하여 논란이 되고 있다. 이헌승 의원은“경부선 지하화는 민주당과 오거돈 부산시장의 제1 공약 사항인데 추진이 되면 21대 총선에서 한국당이 불리해질 수 있다”라는 메시지를 당내 인사에 보낸것으로 보도되었다. 이것이 알려져 논란이 되자 이헌승 의원은  "원내대표가 이 사업에 대해 견해를 먼저 물어왔길래 전화로 길게 이야기하기 어려워 문자로 정리해 보냈을 뿐" 이라며 해명하였다.

## 역대 선거 결과
|  | 1.28% |

|  | 53.19% |

|  | 47.62% |

|  | 55.03% |

|  | 53.71% |

## 소속 정당
| 소속 정당 | 소속 정당  | 소속 기간 | 비고      |
| --------- | ---------- | --------- | --------- |
|           | 무소속     | 2004~2008 | 정계 입문 |
|           | 한나라당   | 2008~2012 | 입당      |
|           | 새누리당   | 2012~2017 | 당명 변경 |
|           | 자유한국당 | 2017~2020 | 당명 변경 |
|           | 미래통합당 | 2020      | 합당      |
|           | 국민의힘   | 2020~2024 | 당명 변경 |

## 가족 관계
- 아버지: 이두수(~2016년 7월 28일)
- 어머니: 이백자(~2020년 8월 1일)
- 배우자: 김소라(~2021년 4월 8일)
  - 슬하 2명
- 형제: 이헌국

## 같이 보기
- 부산진구 을
- 부산 부산진구의 국회의원